# Portelone

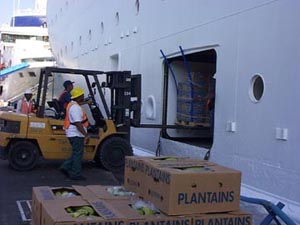
Portelone de chargement de vivres sur un paquebot

Un portelone est une ouverture pratiquée dans la coque d'un navire pour le chargement ou le déchargement des marchandises en entrepont.

## Avantages et inconvénients
Ce système comporte des inconvénients et des avantages.
- Avantages :
  - possibilité de roulage direct en entrepont,
  - possibilité de chargement sous la pluie en protégeant l'accès au navire ;

- Inconvénients :
  - problèmes dus au marnage, à la variation des tirants d'eau du navire au fur et à mesure de son chargement/déchargement,
  - étanchéïté des portelones à la mer,
  - éventuellement, problèmes de transfert vertical de la marchandise dans d'autres entreponts et/ou cales.